# .280 Jeffery
El .280 Jeffery, conoocido como el.280 Jeffery Rimless Nitro Express o el .33/280 Jeffery, es un cartucho de fuego central para rifle, de casquillo abotellado y sin anillo, desarrollado por W.J. Jeffery & Co e introducido en 1913.

## Características
Fue creado por Jeffery ajustando el cuello del casquillo de su exitoso .333 Jeffery a .288 pulgadas. El 280 Jeffery es comparable al .280 Ross, siendo más grande que este último, pero no es típicamente cargado para lograr mayores velocidades.
El .280 Jeffery dispera un proyectil de 140 granos a 3,000 pies por segundo.